# Gunung Munara
Gunung Munara är ett berg i Indonesien.   Det ligger i provinsen Jawa Barat, i den västra delen av landet, 40 km sydväst om huvudstaden Jakarta. Toppen på Gunung Munara är 346 meter över havet, eller 66 meter över den omgivande terrängen. Bredden vid basen är 0,29 km.
Terrängen runt Gunung Munara är platt åt nordost, men åt sydväst är den kuperad. Runt Gunung Munara är det mycket tätbefolkat, med 2 028 invånare per kvadratkilometer. Närmaste större samhälle är Parung, 12,1 km öster om Gunung Munara. I omgivningarna runt Gunung Munara växer i huvudsak städsegrön lövskog.